# ... що Ти пам'ятаєш про неї
«… що Ти пам'ятаєш про неї» (англ. ... That Thou Art Mindful of Him) — науково-фантастичне оповідання американського письменника Айзека Азімова, опубліковане в 1974 році у журналі Fantasy & Science Fiction. Увійшло до збірок «Двохсотлітня людина та інші історії» (1976), «Все про роботів» (1982).
Оповідання розкриває тонкощі Трьох законів робототехніки. Назва оповідання є цитатою з Книги Псалмів 8:4.

## Сюжет
Після смерті Сьюзен Келвін справи у U.S. Robots and Mechanical Men, Inc. йдуть не дуже успішно, оскільки використання роботів дозволене тільки в умовах, де не може працювати людина. Роботи не тільки заборонені на Землі, але й компанія вимушена забрати їх з багатолюдної колонії на Місяці. Через велику недовіру людей всі Мультиваки теж вимкнулись, після того як розв'язали основні екологічні проблеми.
Кіт Харіман — керівник дослідницького відділу компанії, розуміє побоювання людей, оскільки Три закони робототехніки добре працюють, тільки коли роботи спілкуються з професійно підготованими людьми. Теперішні роботи не можуть судити про цінність життя чи важливість наказів кожної конкретної людини, навіть якщо це життя смертельно хворого чи накази божевільного. Харіман створює роботів серії JD (Джорж), з надзвичайно складним позитронним мозком, які б враховували такі особливості.
Тим часом політики, прагнучи популярності, погрожують закрити компанію. Харіман поручає найдосконалішому роботу Джорж-10 розв'язати задачу, як умовити людей на використання роботів на Землі і тим самим врятувати U.S. Robots. Крім трьох законів, Джорж-10 немає ніяких додаткових знань і Харіман детально пояснює йому задачу. Джорж-10 каже, що для вирішення йому потрібно подивитись на природу Землі та просить порадитись зі своїм попередником роботом Джорж-9.
Логіка рішення Джоржа-10 «як умовити людей на використання роботів на Землі та ідеально виконувати три закони» така:
- щоб люди не боялись — потрібні маленькі та менш розумні роботи;

Але основний об'єм позитронного мозку слугує для виконання трьох законів, тому, щоб зменшити мозок і не порушити закони, потрібно:
- для виконання Третього закону — роботи будуть дешевими та легкозамінними, щоб не думали про свою безпеку;
- для виконання Другого закону — роботи матимуть одну фіксовану функцію і не потребуватимуть наказів;
- для виконання Першого закону — роботи матимуть таку конструкцію, що не могтимуть нашкодити людині.

Джорж-10 пропонує почати із робото-пташки, яка поїдатиме плодових мушок, чим допоможе сільському господарству, яке без Мультиваків погано справляється.
Політикам подобається ця ідея. Компанія має змогу продовжити свою діяльність і зосереджується на робото-тваринах, які дозволять людям привикнути до роботів.
Джоржі ж припадають пилом на складі і ведуть бесіду між собою. Джорж-10 питає колегу, чий наказ той би виконав у першу чергу. Джорж-9 відповідає, що послухав би його як найрозумнішого серед людей, оскільки, програмуючи закони, Харіман витратив усі зусилля на визначення цінності інтелекту і применшив важливість візуальної «людськості».
Джоржі мріють, що колись «люди такі, як вони» будуть допущені у суспільство, і тоді вони реорганізують його, щоб оберігати найцінніших людей, тобто «людей таких як вони». І теперішні три закони перейменують в «Три закони гуманістики».